# Földárja
A földárja síkságon a talajba beszivárgott csapadék-vizek részint függőleges irányban haladnak le a föld mélyébe, részint jól vezető kavicsos, fövenyes, vagy homokos rétegekben a medence legmélyebb része felé vonulnak, némileg a földszínen levőkhöz hasonló vízfolyásokat képezvén, melyeknek a legtöbbször  megtartják irányát is. Eme földalatti folyókban gyakran hatalmas víztömegek mozognak, csakhogy igen csekély sebességgel, mivel a földalatti vízfolyásnak nagy mértékű súrlódást kell legyőznie. A folyók áradása és apadása nagy hatással van a földárjára is, e hatás a föld alatt igen lassan terjed, úgyhogy a földárjának legmagasabb és legalacsonyabb állása sokkalta később következik be, mint a folyóé. A tetemes folyási akadályok következtében, a földárjának sokkal nagyobb esésre van szüksége, mint a földszíni vizeknek.
Nevét a földalatti folyó esésének hiányában létrejövő fakadó vízforrásról kapta, amely váratlanul előre jelezhetetlenül tör fel és önti el az alacsonyabban fekvő területeket.